# Ricinocarpos rosmarinifolius
Ricinocarpos rosmarinifolius är en törelväxtart som beskrevs av George Bentham. Ricinocarpos rosmarinifolius ingår i släktet Ricinocarpos och familjen törelväxter. Inga underarter finns listade i Catalogue of Life.